# セイコー・ローレル
セイコー・ローレル（Seiko Laurel ）は、日本の腕時計メーカーであるセイコーが製造・販売していた腕時計のブランド。
日本で初めて製造販売された腕時計のペットネーム、またはペットネームを受け継いだ後年の腕時計。

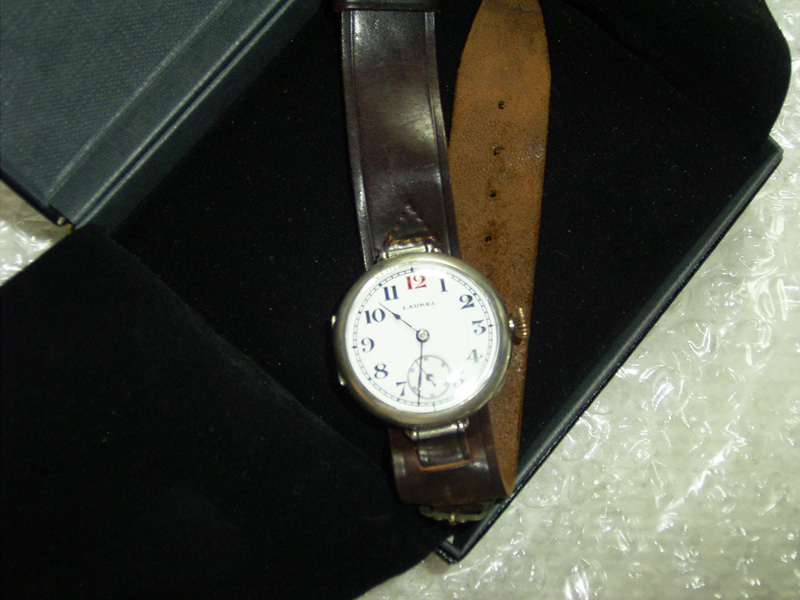
セイコー・ローレル（初代）

## セイコー・ローレル（初代）
服部金太郎が創業した服部時計店は1895年の懐中時計の国産化に続き、1913年に国産初の腕時計ローレルを発売した。ただし機械は腕時計専用のものではなく、女性用の小型懐中時計と共用のものであった。それでもなお生産は難航し、日30個の生産がやっとだったと伝えられている。